# Алкоголь и рак молочной железы
Алкоголь и рак молочной железы (РМЖ) имеют очевидную связь: употребление содержащих этиловый спирт напитков, включая вино, пиво или ликёр, является фактором риска развития злокачественной опухоли железистой ткани молочной железы, а также некоторых других форм онкологических заболеваний. Механизмы этого воздействия не до конца изучены, и, вероятно, их влияние дозозависимо. Ежегодно употребление алкоголя — одного из наиболее распространённых корректируемых факторов риска — вызывает более 100 000 случаев рака груди во всём мире. Международное агентство по изучению рака относит алкогольные напитки к канцерогенам группы 1, провоцирующим РМЖ у женщин.

## История изучения
Пионерами в исследованиях связи алкоголя и рака молочной железы называются Роберт Хайатт и Ричард Бавол, опубликовавшие в 1984 году статью:
- Robert A. Hiatt, Richard D. Bawol. Alcoholic beverage consumption and breast cancer incidence (англ.) // American Journal of Epidemiology. — 1984. — November (vol. 120, iss. 5). — P. 676—683. — ISSN 0002-9262. — doi:10.1093/oxfordjournals.aje.a113934. — PMID 6496448.

За последующие полтора десятилетия было собрано значительное количество доказательств увеличения риска РМЖ у женщин вследствие умеренного и тяжёлого потребления алкоголя, а также найдены правдоподобные пути этого влияния, однако на 2001 год, по оценке JAMA, патогенез нуждался в дальнейшем изучении.

## Патогенез

### Гормон-рецептор-положительный РМЖ
Онкологический риск как таковой накапливается на протяжении всей жизни женщины, но наиболее быстро от менархе до первой беременности, когда ткани молочных желёз особенно восприимчивы к канцерогенам. Этанол повышает уровень половых гормонов (эстрогенов и андрогенов) и чувствительность к ним эпителиальных клеток, повышая тем самым риск гормон-рецептор-положительного РМЖ (люминального подтипа A и B).

### Роль метаболитов
80% этанола метаболизируется алкогольдегидрогеназой (АДГ) в генотоксичный (повреждающий ДНК) ацетальдегид; в основном данный процесс происходит в печени, где локализовано примерно 97 % АДГ, однако этот фермент также экспрессируется в молочных железах и в других тканях. Ацетальдегид может связывать белки и ДНК, вмешиваясь в систему антиоксидантной защиты и развивая окислительный стресс, и нарушать синтез и репарацию ДНК. Уменьшая доступность метильных доноров, ацетальдегид может вызывать эпигенетические модификации гистонов и метилирование ДНК, создавая геномную нестабильность.

### Другие факторы
Играть роль может и повышенный метастатический потенциал клеток рака молочной железы. Вообще, восприимчивость к риску развития РМЖ, связанному с употреблением алкоголя, может быть также повышена другими диетическими факторами (например, фолатной недостаточностью), образом жизни (включая использование заместительной гормональной терапии) или биологическими характеристиками (в частности, экспрессией гормональных рецепторов в опухолевых клетках). Также результаты исследований могут быть объяснены влиянием неизмеренных или плохо измеренных факторов, предшествующих потребления алкоголя и развитию рака. Например, если люди, употребляющие алкоголь в умеренных количествах, чаще потребляли больше калорий или реже занимались спортом, то повышенный риск РМЖ может частично или даже полностью объясняться этими другими факторами.

## Дозировка
Даже лёгкое (менее половины одного алкогольного напитка в день или от одного до трёх в неделю) или умеренное (около одного напитка в день) употребление  увеличивает риск развития рака молочной железы. Выпивание в среднем двух единиц алкоголя в сутки повышает риск на 13 % по сравнению с одной единицей. Четыре напитка в день увеличивают риск на 50 %, таким образом наиболее подвергаются опасности сильно пьющие, которые также чаще умирают от РМЖ, чем непьющие и малопьющие. Кроме того, чем больше алкоголя употребляет женщина, тем выше вероятность, что после первичного лечения у неё будет диагностирован рецидив. Уменьшение дозировки этанола способно существенно снизить вероятность болезни.

### Во время беременности
Исследования показывают, что употребление алкоголя даже в умеренных количествах во время беременности может привести к повышению уровня циркулирующего эстрадиола, либо через снижение уровня мелатонина, либо через другой механизм, что может повлиять на развивающуюся ткань молочной железы и повысить риск развития РМЖ у их дочерей на протяжении всей жизни.

## Эпидемиология
Почти каждый десятый случай РМЖ вызван употреблением женщинами спиртных напитков; ежегодно в мире из-за употребления алкоголя рак груди диагностируется примерно у 144 000 пациенток. Примерно 38 000 женщин ежегодно умирают от рака молочной железы, вызванного алкоголем; около 80% этих женщин были сильно или умеренно пьющими.
В 2010 году в Республике Беларусь РМЖ был диагностирован 3889 раз; расчёт популяционного риска показал, что каждый четырнадцатый случай (7,14 %) связан с употреблением женщинами алкоголя.

## У мужчин
У мужчин злокачественная опухоль молочной железы встречается редко — менее одного случая на 100 000 лиц мужского пола. Некоторые исследования не выявили связь данного заболевания с количественными показателями распития алкоголя, даже если среди мужчин дозировка в целом выше, чем у женщин. При этом приводились противоречивые данные о повышенном риске у алкоголиков или пациентов с циррозом печени. Европейское популяционное исследование «случай —  контроль» 2004 года показало, что относительный риск развития РМЖ у мужчин сопоставим с таковым у женщин при потреблении алкоголя менее 60 г в день. Ежесуточное потребление 10 г алкоголя может повышать риск на 16 %. Проспективное когортное исследование 2008 года, в котором рассматривались небольшие группы алкоголиков, не обнаружило доказательств взаимосвязи.

## Осведомлённость
По состоянию на 2010-е годы уровень информированности населения об отдалённых последствиях воздействия алкоголя невысок. По результатам опроса более 6 тыс. американских студентов в возрасте 18—25 лет, лишь 3 % в курсе, что алкоголь — фактор риска РМЖ.

### Комментарии
1. ↑  К группе 1 относятся канцерогены с наиболее чёткими научными доказательствами того, что они вызывают рак, например, курение табака.